# Biệt Nhi Ca
Biệt Nhi Ca Hãn (1208 - 1266) (Berke hay Birkai; tiếng Mông Cổ: Бэрх хаан, tiếng Tatar: Бәркә хан) là một tướng lĩnh Mông Cổ, khả hãn Kim Trướng hãn quốc, và cháu nội của Thành Cát Tư Hãn. Biệt Nhi Ca thiết lập quyền cai trị Lam Trướng và Bạch Trướng từ năm 1257 đến 1266. Ông góp công phát triển hãn quốc Kim Trướng do người anh trai Bạt Đô hãn để lại và biến hãn quốc này trở thành chính thể Hồi giáo đầu tiên của người Mông Cổ.
Về quân sự, ông liên minh với người Mamluk Ai Cập chống lại một hãn quốc Mông Cổ khác là Y Nhi ở Ba Tư, do em họ ông là Húc Liệt Ngột chỉ huy, và từng hỗ trợ A Lý Bất Ca (Ariq Boke) trong cuộc nội chiến với Hốt Tất Liệt, nhưng không trực tiếp tham chiến vì đang phải chiến đấu với Húc Liệt Ngột ở Kavkaz từ năm 1262.

## Tên gọi
Birkai là tên gọi được sử dụng bởi cả người Đột Quyết lẫn Mông Cổ. Trong tiếng Mông Cổ, Berkh có nghĩa là '' mạnh mẽ'', tương tự như Berk trong tiếng Turk cổ có nghĩa là "cứng rắn" hay ''uy lực''.

## Thân thế
Biệt Nhi Ca là con trai thứ của Truật Xích (người con trai cả của Thành Cát Tư Hãn). Mặc dù không có thông tin chính thức về năm sinh của ông, nhưng theo một sứ giả Mamluk đến Kim Trướng hãn quốc năm 1264 (663 theo lịch Hồi giáo) đã ước chừng Biệt Nhi Ca khoảng 56 tuổi, nên rất có thể ông sinh khoảng 1208. Tuy nhiên, sử gia Ba Tư Juzjani lại cho rằng ông sinh khoảng thời gian Mông Cổ xâm lược Khwarezm (1219-1221). Một nguồn tài liệu khác của Jean Richard cho rằng mẹ ông là Sultan Khatun (con gái vua Khwarezm Muhammad II) kết hôn với Truật Xích vào năm 1220, nên năm sinh của ông phải từ năm 1221 trở đi. Biệt Nhi Ca lớn lên dưới triều đại của chú ông là khả hãn Oa Khoát Đài.

## Binh nghiệp
Năm 1236, Biệt Nhi Ca cùng người anh cả Oát Nhi Đáp (Orda), các em trai Sinkur, Shiban và tướng Tốc Bất Đài (Subutai) theo người anh thứ hai Bạt Đô (Batu) dẫn 150.000 quân (thực tế chỉ khoảng 25.000-35.000 người) vượt Siberia thôn tính các bộ lạc Bulgar và Kipchak ở lưu vực sông Volga. Tại đây, Tốc Bất Đài từng cử Biệt Nhi Ca đến phía bắc Kavkaz để đánh bại người Kipchak.
Năm 1237, ông dẫn quân tiêu diệt công quốc Nga Ryazan trong 3 ngày, mở đường cho người Mông Cổ tiến sâu vào lãnh thổ của Đại công quốc Rus và chiếm thành phố Vladimir-Suzdal vào tháng 2 năm 1238. Suốt mùa đông năm đó, Biệt Nhi Ca góp công đánh bại người Kipchak và bắt sống một thủ lĩnh Miệt Nhi Khất (Merkit); tiến lên thôn tính cả bình nguyên rộng lớn nằm giữa hai con sông Kuma và Terek ở phía tây biển Caspi.
Biệt Nhi Ca tiếp tục theo Bạt Đô xâm lược châu Âu, đánh bại quân Hungary ở trận Mohi. Tuy nhiên, Oa Khoát Đài Hãn đột ngột băng hà tại Mông Cổ năm 1241, khiến tất cả quý tộc Mông Cổ gồm cả các anh em ông đều trở về kinh đô Karakorum tham dự hội nghị hốt lý lặc thai (kuriltai) để bầu ra khả hãn mới. Kết quả, con trai của Oa Khoát Đài là Quý Do (Guyuk) lên ngôi khả hãn dưới sự nhiếp chính của người mẹ là Toregene.
Năm 1248, Quý Do Hãn băng hà đột ngột tại Tân Cương. Trước đó, khả hãn Mông Cổ yêu cầu Bạt Đô đến Mông Cổ để yết kiến (lấy cớ để ám sát ông).
Ngay lập tức, Bạt Đô cử Biệt Nhi Ca và Tukh-timur về Mông Cổ để tôn một người em họ là Mông Kha (Mongke)_con trai của người chú Đà Lôi làm khả hãn mới. Trong khoảng thời gian này, ông liên tục đến thăm các anh em họ dòng Sát Hợp Đài Và Oa Khoát Đài để tạo dựng vây cánh cho Mông Kha. Đến năm 1251, Biệt Nhi Ca cùng mẹ của Mông Kha là Toa Lỗ Hòa Thiếp Ni (Sorghaghtani) tự chủ trì một kuriltai diễn ra phía tây dãy Thiên Sơn, bầu cho Mông Kha làm khả hãn.
Như vậy, chính Biệt Nhi Ca đã góp công lớn giúp nhà Đà Lôi kế thừa ngôi vị tối cao của đế quốc Mông Cổ, làm tiền đề cho sự hình thành của nhà Nguyên và Y Nhi hãn quốc sau này.

## Cải sang Hồi giáo
Năm 1252, khi Biệt Nhi Ca đang ở Sarai-Juk (kinh đô của Kim Trướng hãn quốc), ông đã gặp một đoàn thương buôn từ Bukhara và họ đã thuyết ông theo đạo Hồi. Sau khi đã cải đạo, Biệt Nhi Ca tiếp tục thuyết phục người em trai Tukh-timur cùng theo đạo.
Sau khi lên ngôi khả hãn Kim Trướng, ông đưa đạo Hồi trở thành tôn giáo cho tầng lớp cai trị Mông Cổ tại đây, mặc dù Tengri giáo truyền thống của thảo nguyên, Công giáo và Phật giáo Tây Tạng vẫn được tự do hoạt động.
Năm 1258, khi người em họ Húc Liệt Ngột hủy diệt thành Baghdad_ trung tâm thế giới Hồi giáo lúc bấy giờ, giết chết caliph Al-Musta'sim, đồng thời đe dọa các Hồi quốc tại Syria và Ai Cập, Biệt Nhi Ca đã lên án gay gắt hành động này như một sự phỉ báng thánh Allah. Theo sử gia Hồi giáo Rashid-al-Din Hamadani ghi lại câu nói của Biệt Nhi Ca về sự kiện này.
"Hắn (Húc Liệt Ngột) đã hủy hoại mọi thành phố Hồi giáo và gây ra cái chết của caliph. Với sự giúp sức của Thượng đế, ta sẽ bắt chính hắn phải đền tội bằng dòng máu dơ bẩn của hắn!"
Trước đó, Biệt Nhi Ca đã phàn nàn với Bạt Đô rằng: "Chúng ta đã giúp Mông Kha lên ngôi, nhưng hắn quên mất ai mới là bạn. Nay hắn lại muốn chiếm lấy lãnh thổ của những người đồng đạo Caliph. Thật đúng là đáng khinh bỉ".
Ngay từ lúc này, mối quan hệ giữa các hậu duệ của hai người con trai của Thành Cát Tư Hãn, Truật Xích và Đà Lôi, đã rạn nứt nghiêm trọng.

## Mở rộng Kim Trướng

Lãnh địa Kim Trướng hãn quốc năm 1389. Kí hiệu ngôi sao là kinh đô Sarai.

Năm 1255, Bạt Đô băng hà và nhường ngôi lại cho các con là Sartaq và Ulaghchi dưới sự nhiếp chính của Biệt Nhi Ca, trước khi chính thức nối ngôi các người cháu yểu mệnh 2 năm sau đó. Dưới sự cai trị của ông, Kim Trướng trở thành một hãn quốc bền vững và ổn định ở phía tây của đế quốc Mông Cổ. Năm 1259, ông tiêu diệt hoàn toàn phe đối lập của Danylo xứ Halych, phát động cuộc chiến tranh với Đại công quốc Lietuva lần thứ hai, do tướng Burundai chỉ huy. Từ năm 1260, Kim Trướng hãn quốc tiếp tục tiến xuống phía nam đến dãy Kavkaz, uy hiếp biên giới của Y Nhi hãn quốc do Húc Liệt Ngột cai trị. Năm 1265, quân Mông Cổ cướp phá Bulgaria và tỉnh Thrace của đế quốc Đông La Mã (Byzantine), buộc hoàng đế Michael VIII phải cống nạp vải quý cho Biệt Nhi Ca.

## Xung đột Biệt Nhi Ca-Húc Liệt Ngột
Lúc này, tướng Khiếp Đích Bất Hoa (Kitbuqa) chỉ huy quân Y Nhi hãn quốc đánh bại các thành phố Thập Tự Chinh ở ven biển Palestine, nhưng thất bại trước quân Mamluk tại trận Ain Jalut. Kết quả, Khiếp Đích Bất Hoa tử trận, còn các vương quốc ở Palestine và Syria được phục hồi lãnh thổ. Lợi dụng tình hình này và lấy cớ trả thù cho Baghdad, Biệt Nhi Ca liên minh với người Mamluk và dẫn quân đến Kavkaz nhằm ý đồ xâm lược Y Nhi hãn quốc, khi khả hãn Húc Liệt Ngột của họ đang ở Mông Cổ để ủng hộ Hốt Tất Liệt lên ngôi sau khi Mông Kha Hãn băng hà.
Năm 1262, Húc Liệt Ngột trở về lãnh địa để ngăn chặn quân Kim Trướng xâm lược.
Nguyên nhân cho xung đột giữa các hãn quốc khởi phát từ mâu thuẫn tôn giáo lẫn tranh giành lãnh thổ. Trước đây, Mông Kha đã ban lãnh thổ của dòng Truật Xích thuộc Azerbaijan ngày nay cho Húc Liệt Ngột, khiến cho Biệt Nhi Ca không hài lòng. Tuy vậy, ông vẫn kiên nhẫn để chờ đến khi Mông Kha băng hà.
Ban đầu, Biệt Nhi Ca chưa có ý định giao tranh với Húc Liệt Ngột, ông nói: "Người Mông Cổ bị giết bằng lưỡi kiếm Mông Cổ. Nếu chúng ta đoàn kết lại, cả thế giới sẽ bị khuất phục". Tuy nhiên, sự thịnh vượng của Y Nhi ở miền bắc Iran và tình hình kinh tế khó khăn của Kim Trướng lúc đó (một phần do Húc Liệt Ngột yêu cầu Kim Trướng không bán nô lệ cho Mamluk.) khiến Biệt Nhi Ca quyết định tuyên bố jihad, phát động chiến tranh xâm lược Iran.
Năm 1262, chiến tranh quy mô lớn được phát động. Năm 1263, quân của Húc Liệt Ngột cố gắng chiếm phía bắc Kavkaz nhưng bị con trai của Biệt Nhi Ca là Nogai đánh bại tại sông Terek, buộc quân Y Nhi rút lui. Cuộc chiến kết thúc khi Húc Liệt Ngột băng hà năm 1265.

## Cuối đời
Sau khi Húc Liệt Ngột qua đời, Biệt Nhi Ca tiếp tục vượt sông Kura để tấn công con trai Húc Liệt Ngột là Abaqa, nhưng ông lâm bệnh và qua đời năm 1266. Một người cháu nội của Bạt Đô, Mengu-timur lên nối ngôi, tiếp tục chính sách liên minh với Mamluk và đối địch với Y Nhi hãn quốc. Một số sử gia cho rằng cuộc chiến với Húc Liệt Ngột đã giúp các thánh địa Hồi giáo và Cơ Đốc giáo là Mecca và Jerusalem tránh khỏi nguy cơ bị hủy diệt như Baghdad.

## Dòng dõi
|  |                  |  |  |  |  |  |  |  |  | Dã Tốc Cai |  |  |  |
|  |                  |  |  |  |  |  |  |  |  |            |  |  |  |
|  |                  |  |  |  |  |  |  |  |  |            |  |  |  |
|  |                  |  |  |  |  |  |  |  |  |            |  |  |  |
|  | Thành Cát Tư Hãn |  |  |  |  |  |  |  |  |            |  |  |  |
|  |                  |  |  |  |  |  |  |  |  |            |  |  |  |
|  |                  |  |  |  |  |  |  |  |  |            |  |  |  |
|  |                  |  |  |  |  |  |  |  |  |            |  |  |  |
|  | Hoelun           |  |  |  |  |  |  |  |  |            |  |  |  |
|  |                  |  |  |  |  |  |  |  |  |            |  |  |  |
|  |                  |  |  |  |  |  |  |  |  |            |  |  |  |
|  |                  |  |  |  |  |  |  |  |  |            |  |  |  |
|  | Truật Xích       |  |  |  |  |  |  |  |  |            |  |  |  |
|  |                  |  |  |  |  |  |  |  |  |            |  |  |  |
|  |                  |  |  |  |  |  |  |  |  |            |  |  |  |
|  |                  |  |  |  |  |  |  |  |  |            |  |  |  |
|  | Dei Seichen      |  |  |  |  |  |  |  |  |            |  |  |  |
|  |                  |  |  |  |  |  |  |  |  |            |  |  |  |
|  |                  |  |  |  |  |  |  |  |  |            |  |  |  |
|  |                  |  |  |  |  |  |  |  |  |            |  |  |  |
|  | Bột Nhi Thiếp    |  |  |  |  |  |  |  |  |            |  |  |  |
|  |                  |  |  |  |  |  |  |  |  |            |  |  |  |
|  |                  |  |  |  |  |  |  |  |  |            |  |  |  |
|  |                  |  |  |  |  |  |  |  |  |            |  |  |  |
|  | Tacchotan        |  |  |  |  |  |  |  |  |            |  |  |  |
|  |                  |  |  |  |  |  |  |  |  |            |  |  |  |
|  |                  |  |  |  |  |  |  |  |  |            |  |  |  |
|  |                  |  |  |  |  |  |  |  |  |            |  |  |  |
|  | Biệt Nhi Ca Hãn  |  |  |  |  |  |  |  |  |            |  |  |  |
|  |                  |  |  |  |  |  |  |  |  |            |  |  |  |
|  |                  |  |  |  |  |  |  |  |  |            |  |  |  |
|  |                  |  |  |  |  |  |  |  |  |            |  |  |  |
|  |                  |  |  |  |  |  |  |  |  |            |  |  |  |
|  |                  |  |  |  |  |  |  |  |  |            |  |  |  |
|  |                  |  |  |  |  |  |  |  |  |            |  |  |  |
|  |                  |  |  |  |  |  |  |  |  |            |  |  |  |
|  |                  |  |  |  |  |  |  |  |  |            |  |  |  |
|  |                  |  |  |  |  |  |  |  |  |            |  |  |  |
|  |                  |  |  |  |  |  |  |  |  |            |  |  |  |
|  |                  |  |  |  |  |  |  |  |  |            |  |  |  |
|  |                  |  |  |  |  |  |  |  |  |            |  |  |  |
|  |                  |  |  |  |  |  |  |  |  |            |  |  |  |
|  |                  |  |  |  |  |  |  |  |  |            |  |  |  |
|  |                  |  |  |  |  |  |  |  |  |            |  |  |  |
|  | Sultan Khatun    |  |  |  |  |  |  |  |  |            |  |  |  |
|  |                  |  |  |  |  |  |  |  |  |            |  |  |  |
|  |                  |  |  |  |  |  |  |  |  |            |  |  |  |